# تشارلز أمبرج
تشارلز أمبرج (بالألمانية: Charles Amberg)‏ (و. 1894 – 1946 م) هو ملحن، ومؤلف، وكاتب ألماني، توفي في برلين، عن عمر يناهز 52 عاماً.

## وصلات خارجية
- تشارلز أمبرج على موقع IMDb (الإنجليزية)
- تشارلز أمبرج على موقع ميوزك برينز (الإنجليزية)
- تشارلز أمبرج على موقع قاعدة بيانات الأفلام السويدية (السويدية)
- تشارلز أمبرج على موقع ديسكوغز (الإنجليزية)
- تشارلز أمبرج على موقع قاعدة بيانات الفيلم (الإنجليزية)
- تشارلز أمبرج على موقع كينوبويسك (الروسية)
- تشارلز أمبرج في قاعدة بيانات الأفلام على الإنترنت